# Henri Puppo
Pour les articles homonymes, voir Puppo.
Henri Puppo, né le 5 février 1913 au Tignet, dans le département des Alpes-Maritimes, et mort le 29 décembre 2011 à Fréjus, est un coureur cycliste franco-italien de l'entre-deux-guerres. 

## Biographie
Né Enrico Puppo et de nationalité italienne, Henri Puppo a été naturalisé français  le 13 mars 1937. Professionnel de 1934 à 1938 et en 1942, il a notamment remporté une étape du Tour de France 1937. Il était au moment de sa mort le plus ancien vainqueur d'étape du Tour encore en vie.

## Palmarès
- 1934
  - 1re étape de Nice-Toulon-Nice
  - Tour de Corse
  - Boucles de Sospel
  - 2e de Nice-Puget-Théniers-Nice
- 1935
  - 3e étape de Paris-Nice
  - 2e du Grand Prix de Nice
- 1936
  - 3e étape de Nice-Toulon-Nice
  - Boucles de Sospel
  - 3e du Circuit du Mont-Blanc
- 1937
  - 5e étape du Tour de France
  - Circuit des Alpes
  - Grand Prix de Fréjus
  - Nice-Toulon-Nice :
    - Classement général
    - 1re étape

  - 2e du Tour du Vaucluse
- 1938
  - 1re étape de Nice-Toulon-Nice
  - 2e du Circuit des villes d'eaux d'Auvergne
  - 2e du Grand Prix de Fréjus
  - 3e de Nice-Toulon-Nice

## Résultats sur les grands tours

### Tour de France
1 participation
- 1937 : 21e, vainqueur de la 5e étape

### Tour d'Italie
1 participation
- 1935 : 38e